# Thelma (film, 2001)
Pour les articles homonymes, voir Thelma.
Pour plus de détails, voir Fiche technique et Distribution.
Thelma est un film franco-gréco-suisse réalisé par Pierre-Alain Meier, sorti en 2001.

## Synopsis
Ancien champion de boxe, Vincent Fleury gagne désormais sa vie comme chauffeur de taxi. Il est séparé de sa femme et de son fils et réside à l'hôtel. Un soir, il fait la connaissance de Thelma, une jeune femme qui lui offre une importante somme d'argent pour qu'il l'accompagne en Crète et l'aide à se venger de son ex-amant. Le voyage les rapproche et ils commencent à flirter. Mais un jour, Vincent découvre stupéfait que Thelma est une femme trans. D'abord choqué par cette révélation, Vincent change de regard quand il apprend l'autre « secret » de Thelma.

## Fiche technique
- Réalisation: Pierre-Alain Meier
- Scénario: Jacques Akchoti, Lou Inglebert, Pierre-Alain Meier
- Distribution: Pascale Ourbih, Laurent Schilling, Nathalie Capo d'Istria, François Germond
- Production: Robert Boner, Pierre-Alain Meier, Fenia Cossovitsa, Xavier Grin
- Photographie : Thomas Hardmeier
- Son : Éric Vaucher
- Montage : Loredana Cristelli
- Distribution: Est-Ouest Distribution
- Pays :  Suisse /  France /  Grèce
- Genre : drame
- Durée : 95 minutes
- Dates de sortie :
  -  Allemagne : novembre 2001 sur le Festival international du film de Mannheim-Heidelberg
  -  Suisse : 25 avril 2002
  -  France : 19 juin 2002
  -  États-Unis : 22 octobre 2002
  -  Allemagne : 24 octobre 2002

## Distribution
- Laurent Schilling : Vincent Fleury
- Pascale Ourbih : Thelma
- Michele Valley : Adrienne Forster
- François Germond : Pierre Forster
- Joëlle Fretz : Véronique Fleury
- Jacques Michel : le beau-père